# Boulouparis

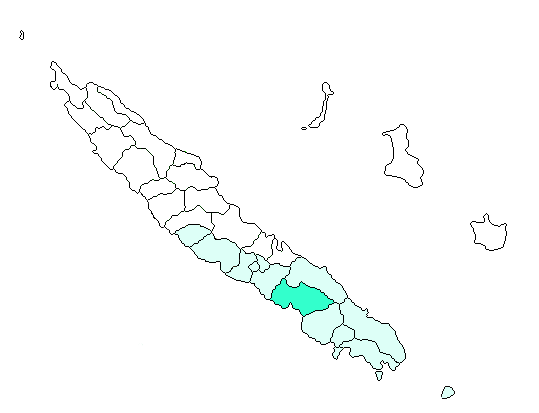
Situació de Boulouparis

Boulouparis és un municipi francès, situat a la col·lectivitat d'ultramar de Nova Caledònia. El 2009 tenia 2.418 habitants. El punt més alt del municipi és el Mont Saint-Vincent (1.441 metres).

## Evolució demogràfica
| Població de Boulouparis (1956-2009) | Població de Boulouparis (1956-2009) | Població de Boulouparis (1956-2009) | Població de Boulouparis (1956-2009) | Població de Boulouparis (1956-2009) | Població de Boulouparis (1956-2009) | Població de Boulouparis (1956-2009) | Població de Boulouparis (1956-2009) | Població de Boulouparis (1956-2009) | Població de Boulouparis (1956-2009) |
| ----------------------------------- | ----------------------------------- | ----------------------------------- | ----------------------------------- | ----------------------------------- | ----------------------------------- | ----------------------------------- | ----------------------------------- | ----------------------------------- | ----------------------------------- |
| Població                            | 483                                 | 635                                 | 846                                 | 925                                 | 1.139                               | 1.456                               | 1.591                               | 2.089                               | 2.418                               |
| Any                                 | 1956                                | 1963                                | 1969                                | 1976                                | 1983                                | 1989                                | 1996                                | 2004                                | 2009                                |

## Composició ètnica
- Europeus 42,6%
- Canacs 43,9%
- Polinèsics 5,6%
- Altres, 6,9%

## Administració
| Període | Identitat    | Partit |
| ------- | ------------ | ------ |
| 1995-   | Alain Lazare | RPCR   |